# ルネサンス・センター
ルネサンス・センター（Renaissance Center）は、アメリカ合衆国ミシガン州のデトロイトのウォーターフロントにある超高層ビル群。ゼネラルモーターズが所有し、その本社があることでも知られている。
GMルネサンス・センターの通称や、Ren Cen（レンセン）の略称で呼ばれることもある。

## 概要
ルネサンス・センターはデトロイト川西岸のデトロイト・インターナショナル・リバーフロントに位置し、オフィス・ホテル・商業施設からなる7つの高層ビルと4つの低層ビルからなっている。連結されたオフィスビル街としては世界有数の規模である。
設計はジョン・ポートマン、中央の「デトロイト・マリオット・アト・ザ・ルネサンス・センター」は230.1 m、73階建てで、ホテル単独のビルとしてはアメリカで最も高い。
1970年、フォード・モーターの会長・ヘンリー・フォード2世が、デトロイト経済の再活性化のためにダウンタウンの再開発を計画、民間主導の再開発としては当時世界最大規模のプロジェクトは1971年に始まった。1977年、第一期の工事が完工、6つのビルがオープンした。
- 中央ホテル棟「マリオット-ルネッサンス センター」: 高さ230.1 m、直径57 m、73階建て。完成時はウエスティン・ホテルで、高さ世界一のホテルであった。
- それを取り囲む「東西南北」の4つのオフィス棟。全て39階建て。以下は各名称と主なテナント。
  - タワー100（南西）：HP エンタープライズ サービス、USPS（US mail）郵便局
  - タワー200（北西）：アリー・ファイナンシャル(旧GMAC）、デロイト トウシュ トーマツ
  - タワー300（北東）：GM
  - タワー400（南東）：GM、オンスター、日本領事館
  - ポディウム（タワー100・400間）：GM World（現行車種や過去のショーカーなどを中心としたGM製品の展示）、リバーフロント4・ムービーシアター
- ビュービアンストリート（Beaubien St.）を挟んだ北東側ブロックの二棟。共に21階建て。
  - タワー500：ブルークロス・ブルーシールド・オブ・ミシガン
  - タワー600：ブルークロス・ブルーシールド・オブ・ミシガン、カナダ領事館
- ウインターガーデン
  - ショップ＆レストラン
  - アトリウム：メインエントランス、展示場
- メザニン：直径64 m
  - GMユニバーシティ

1981年には21階建てのツインタワー、1987年には新交通システムであるデトロイト・ピープル・ムーバーのルネサンス・センター駅がそれぞれ完成した。
ルネサンス・センターには建設当初から、フォード・モーターのオフィスがあったが、1996年にゼネラルモーターズがルネサンス・センターを買収、市内のキャデラック・プレイスから本社を移転した。2004年、ゼネラルモーターズは、スキッドモア・オーウィングズ・アンド・メリルの設計による大規模な増改築に着手した。
現在は、東西南北の4つのオフィス棟には、ゼネラルモーターズの本社があるほか、主要なテナントとしては日本領事館、バンク・オブ・アメリカが入っている。